# Главный корпус Варшавского технологического университета
Главный корпус Варшавского технологического университета — историческое здание Варшавского технологического университета, расположенное в Варшаве на площади Политехники. Одно из шести зданий, составляющих университетский комплекс, который занимает целый квартал в центре польской столицы. Здесь располагаются три факультета — управления и общественных наук, геодезии и картографии и электротехники, — а также университетская библиотека.
Представительное здание в стиле необарокко построено с 1899 по 1901 год специально для Политехнического института имени императора Николая II архитектором Стефаном Шиллером. Оно спроектировано по классическим правилам, принятым в конце XIX века университетами Европы. Монументальный главный фасад с закруглёнными углами выходит на площадь Политехники. В его центре — три полуциркульных окна Малого зала, разделённые парными колоннами и увенчанные барельефами с изображением аллегорических фигур, символизирующих различные отрасли науки и техники. Фасад завершается многофигурной скульптурной группой «Апофеоз знаний».
Примечательной частью главного корпуса является четырёхэтажный атриум, называемый Большим залом, под витражной стеклянной крышей. Украшением зала стала богато декорированная лестничная клетка, формы которой вдохновлены барочной лестницей замка в Барануве. В 2005 году в здании Главного корпуса был открыт памятник Марии Склодовской-Кюри работы Максимилиана Бискупского.

## Галерея
- Общий вид
- Главный фасад ночью
- «Апофеоз знаний»
- Большой зал
- Лестница Большого зала